# Mönchsee (Wredenhagen)
Der Mönchsee ist ein See und ein gleichnamiges Naturschutzgebiet beim Ortsteil Wredenhagen der Gemeinde Eldetal im Landkreis Mecklenburgische Seenplatte in Mecklenburg-Vorpommern.
Das Gewässer hat eine Größe von etwa 91 Hektar und liegt auf 65,9 m ü. HN. Der See geht unmittelbar in die moorige Umgebung über, sodass die Größe nicht genau definierbar ist. Die maximale Ausdehnung des fast ovalen Sees beträgt 1500 Meter mal 900 Meter. Im Osten gibt es noch eine 3,6 Hektar große Erweiterung der Elde. Hauptzufluss ist die Elde, die von Norden kommend den See im Osten wieder verlässt. Nördlich des Sees liegt der Ort Wredenhagen, welcher aber nicht direkt an den See grenzt, südlich die kleine Siedlung Mönchshof.
Letzterer Ort gab dem Gewässer auch seinen Namen. Am See bewirtschaftete das Kloster Amelungsborn einen Hof, der in einer Schenkungsurkunde des Jahres 1232 bezeugt ist. Unweit südlich des Mönchsees liegt die Landesgrenze zu Brandenburg.
Eine Umgestaltung des Sees erfolgte im 18. Jahrhundert. Seitdem durchfließt die Elde das Gewässer, was zu einer Wasserstandsabsenkung führte. 1968 wurden ein Abflusswehr und ein Schöpfwerk errichtet, wodurch eine Grünlandbewirtschaftung im Umland des Sees möglich wurde.
Der See und das rundum angrenzende Verlandungsmoor bilden das 245 Hektar große Naturschutzgebiet Mönchsee. Die Unterschutzstellung erfolgte im Jahr 1940. Der Schutzzweck ist die Erhaltung des Flachsees mit natürlichen Inseln, und des Verlandungsmoores als Brut- und Rastplatz von Wasservögeln.